# Annona danforthii
Annona danforthii este o specie de plante angiosperme din genul Annona, familia Annonaceae. A fost descrisă pentru prima dată de Paul Carpenter Standley, și a primit numele actual de la H. Rainer. Conform Catalogue of Life specia Annona danforthii nu are subspecii cunoscute.